# Železniční trať Rumburk – Panský – Mikulášovice
Železniční trať Rumburk–Panský–Mikulášovice dolní n. (v jízdním řádu pro cestující označená číslem 084) vede z Rumburku přes Panský do Mikulášovic. Od roku 2009 je v téže tabulce uváděna také železniční trať Krásná Lípa – Panský, do té doby uváděná v tabulce 085. Jde o jednokolejnou regionální trať, na níž byl provoz zahájen v roce 1869 jako vlečka z Rumburka do Dolních Křečan. V roce 1902 byla trať otevřena pro veškerou dopravu.

## Historie
Listina o koncessi ze dne 3. srpna 1901 byla vydána ku stavbě a provozování lokomotivní železnice, která budiž vystavěna jako místní dráha o rozchodu pravidelném ze stanice Mikulášovické přes Ziedler a Starý Ehrenberk do Rumburka, s odbočkou z Herrnwalde do Lípa Krásné. Koncessionáři jsou povinni stavbu povolené železnice nejdéle do dvou let, vystavěnou dráhu pak veřejné vozbě odevzdati a po celou dobu koncesse pravidelnou vozbu po ní provozovati.
Dnem 1. ledna 1925 na základě úmluvy mezi republikou Československou a koncesionáři místní dráhy Mikulášovice–Rumburk, nabyl veškerý movitý i nemovitý majetek, vlečné dráhy, příslušenství a všechna vozidla do svého vlastnictví stát. Ten převzal i zbytek dosud neumořené části hypoteční půjčky, uzavřené u Zemské banky království Českého (Zemská banka) v Praze, v jmenovité hodnotě 2.586.400.- Kč.
Od 13. prosince 2009 byla dopravní obslužnost v pracovní dny převedena na autobusovou linku, zůstaly tak pouze víkendové spoje. Od 11. prosince 2011 měl být provoz na trati zastaven úplně, nakonec však Ústecký kraj objednal několik víkendových párů vlaků.
Od roku 2018 je víkendová linka U27 nahrazena turistickou linkou T2, která je provozována o víkendech pouze od dubna do října a o hlavních prázdninách (červenec, srpen) jede denně. Nově je většina vlaků trasována Mikulášovice dol. n. - Panský - Krásná Lípa a trasu z Panského do Starých Křečan využívá jen první a poslední pár vlaků.

## Provoz
Provoz je řízen zjednodušeně podle předpisu D3, sídlo dirigujícího dispečera je v Mikulášovicích dolním nádraží.
Po této trati v roce 2019 jezdily turistické osobní vlaky linky T2 Rumburk/Krásná Lípa - Panský - Mikulášovice dol.n., pod marketingovým názvem „Vlak Českého Švýcarska“ a o víkendech a svátcích spěšný vlak Děčín hl.n. - Česká Kamenice - Krásná Lípa - Panský - Mikulášovice dol.n., pod marketingovým názvem „Brtnický cyklovlak“.
Osobní vlaky linky linky T2 zajišťovaly v roce 2019 motorové vozy 810. Jeden pár spěšných vlaků byl veden lokomotivou 714 (případně 742) a vozy Bdtx766.
18. dubna 2021 opožděně vyjel jako linka T10 Lužickohorský rychlík společnosti KŽC Doprava spojující Prahu s oblastí Máchova kraje, Lužickými horami a Šluknovským výběžkem. Sezónní spoj přijíždí po úseku trati 084 od Krásné Lípy do dopravny D3 Panský a pokračuje do Mikulášovic dolního nádraží, kde končí cestu. Na trati obsluhuje také zastávky Brtníky a Mikulášovice střed. Spoj roku 2023 jezdí již třetí sezónu o víkendech a svátcích v období platnosti SELČ. Na výkon je nasazována souprava tvořená lokomotivou řady 749, vozem B a vozem RBDs, který je vybaven barovým oddílem.

## Nehody
23. května 2018 došlo mezi Brtníky a Mikulášovicemi horním nádražím k nehodě jeřábu Gottwald GS 150.14 TR, který přepravoval mostní konstrukci během rekonstrukce trati. Dvě osoby byly lehce zraněny. Příčinou bylo překročení povoleného zatížení trati, vedoucí ke zřícení vozidla z náspu. Poškozený stroj ve vlastnictví společnosti GJW Praha byl v červenci 2018 v Brtníkách rozřezán a odvezen k likvidaci.

## Stanice a zastávky

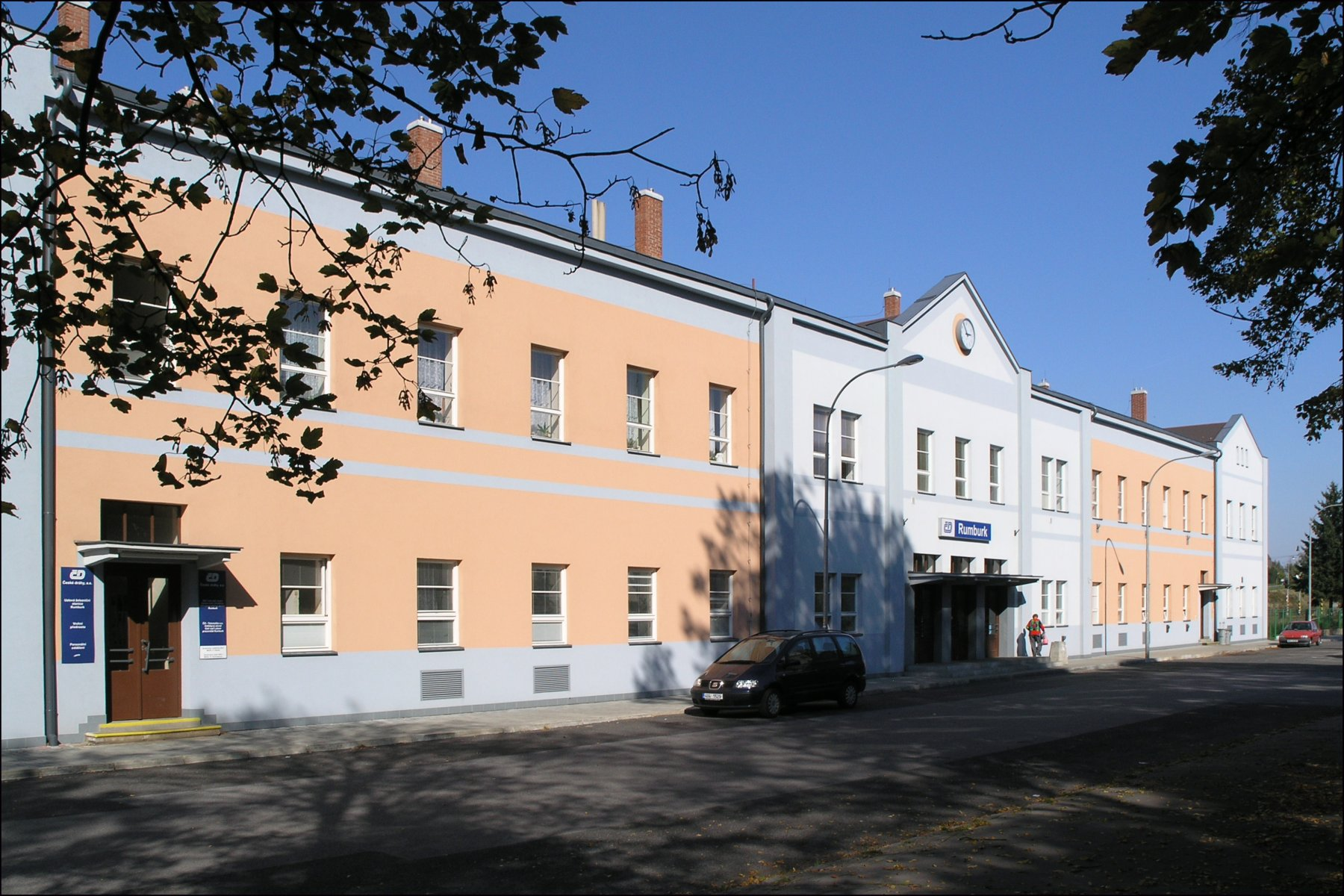
Rumburk
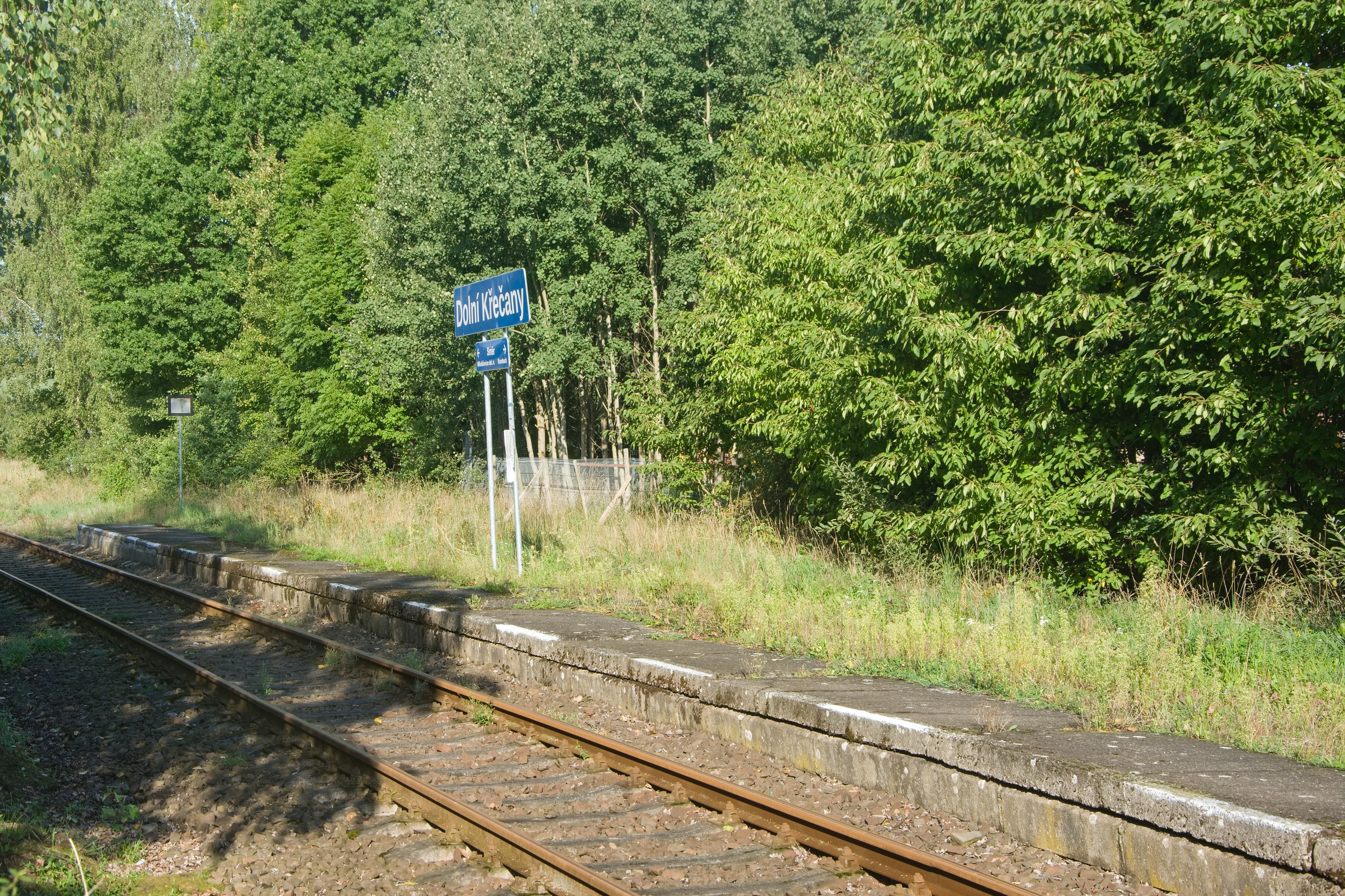
Dolní Křečany
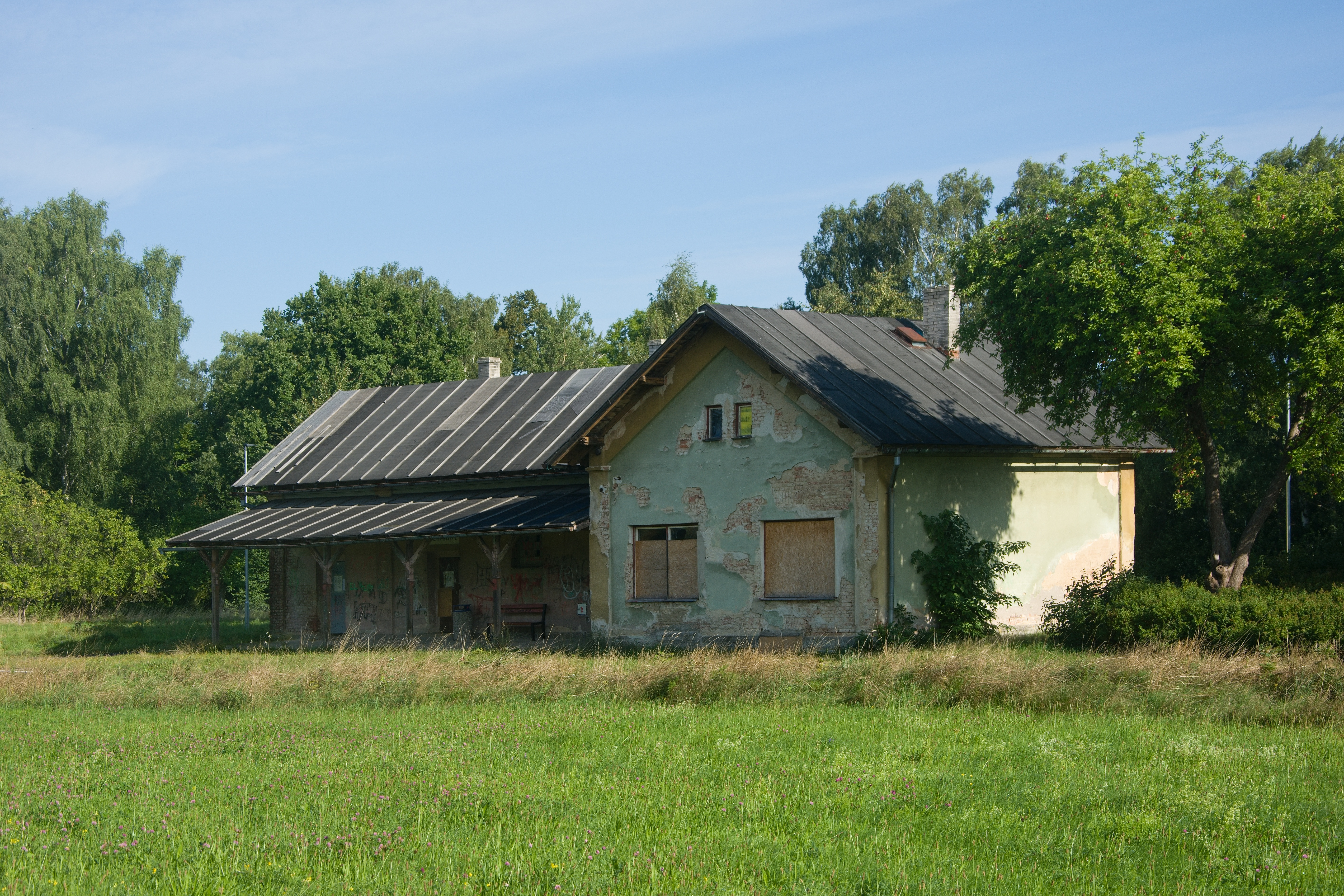
Staré Křečany
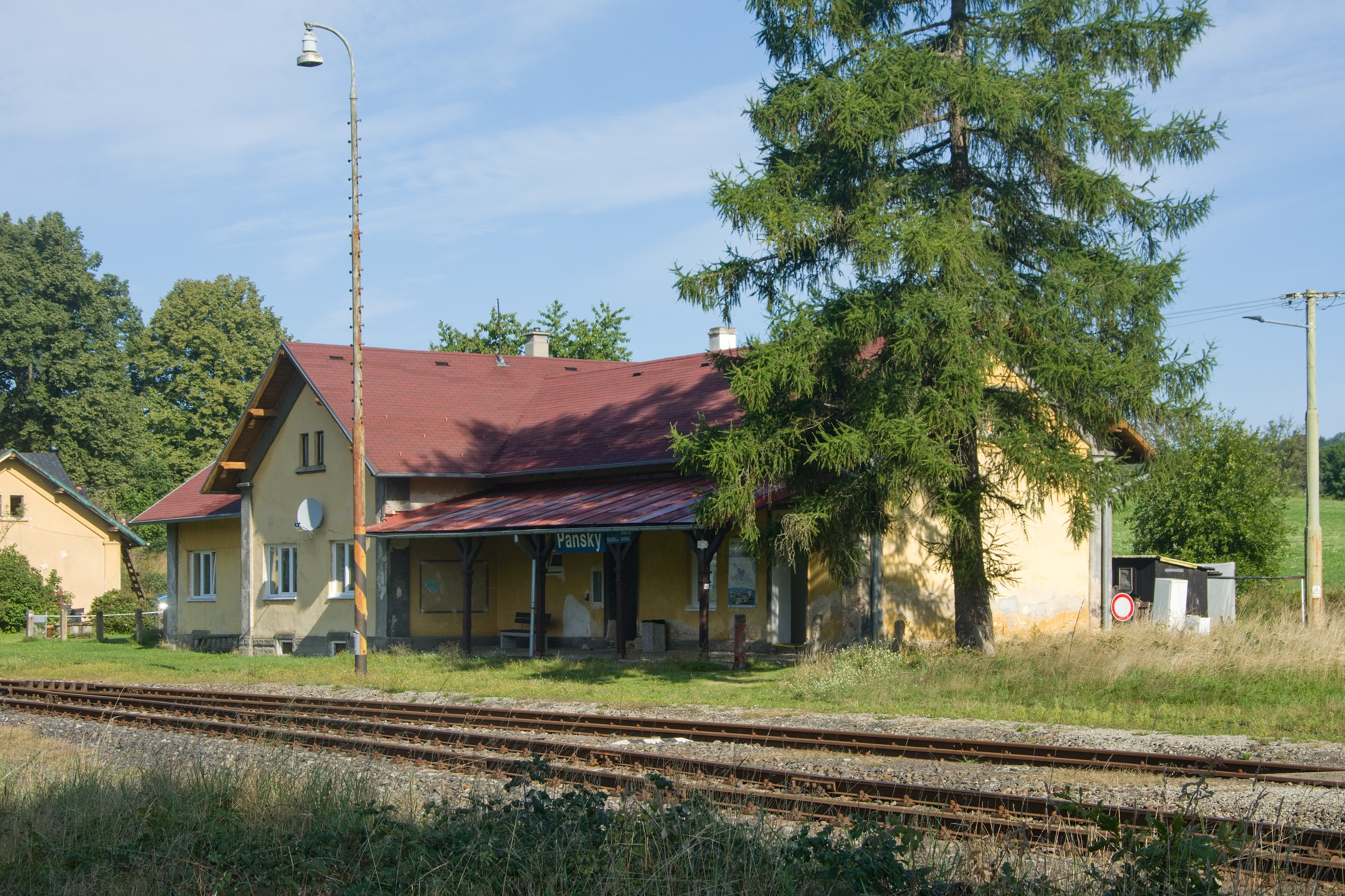
Panský
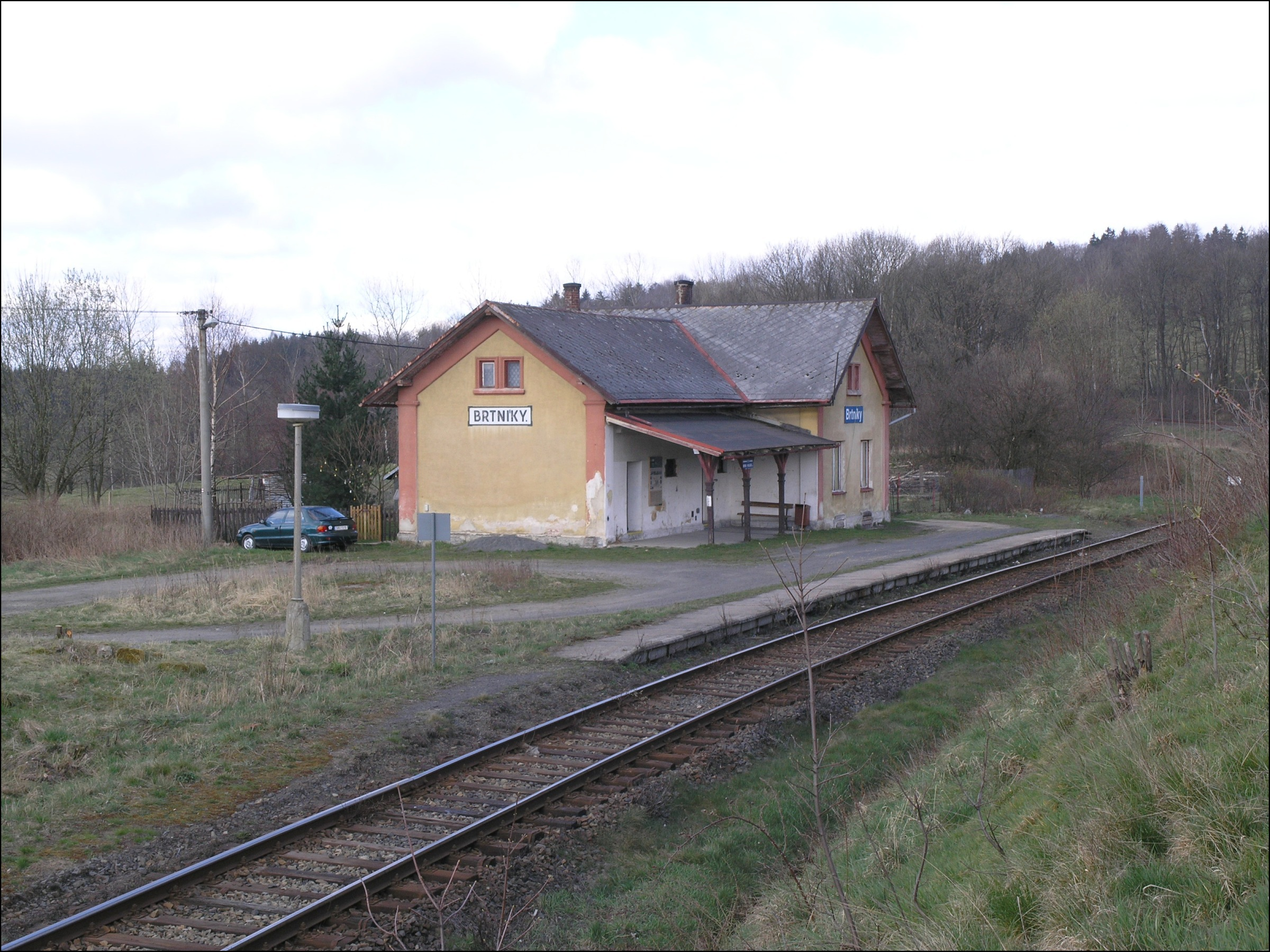
Brtníky
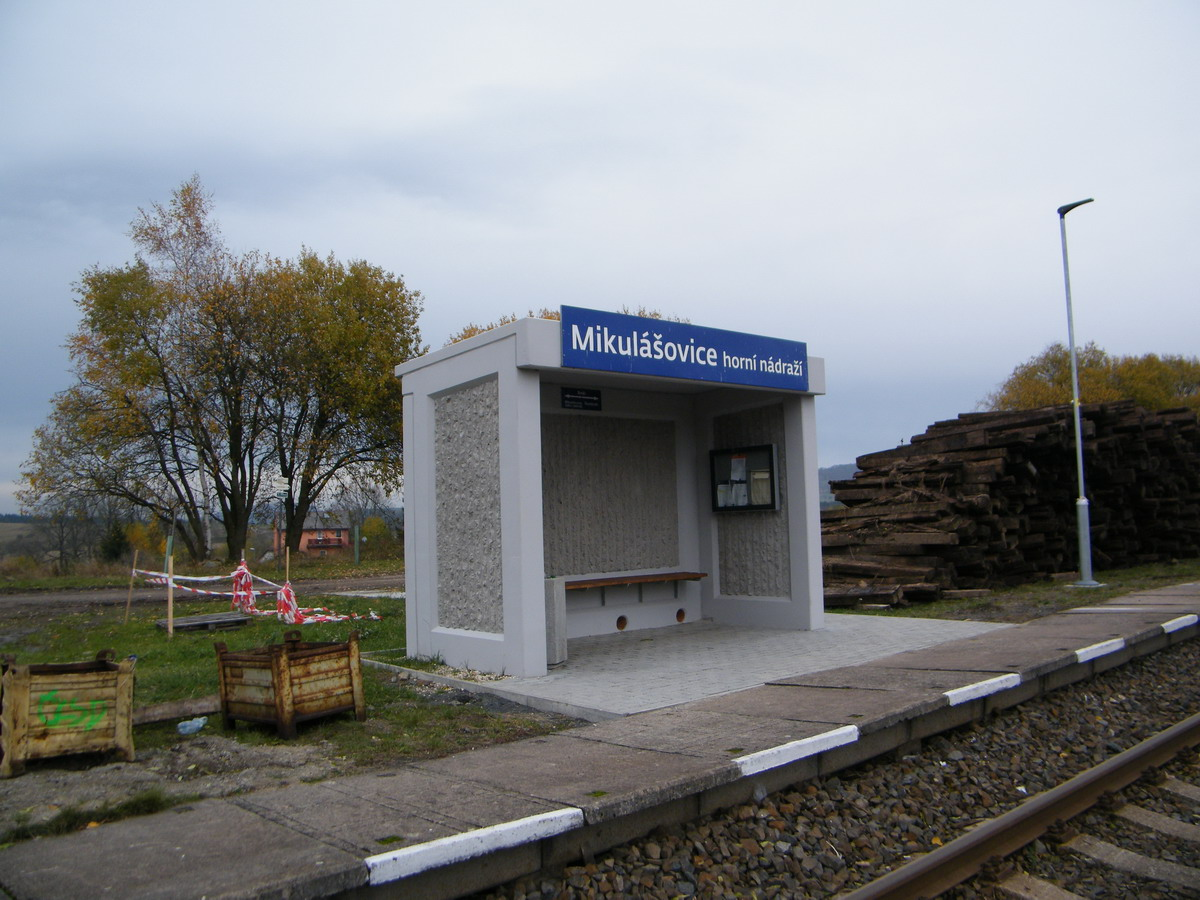
Mikulášovice horní nádraží
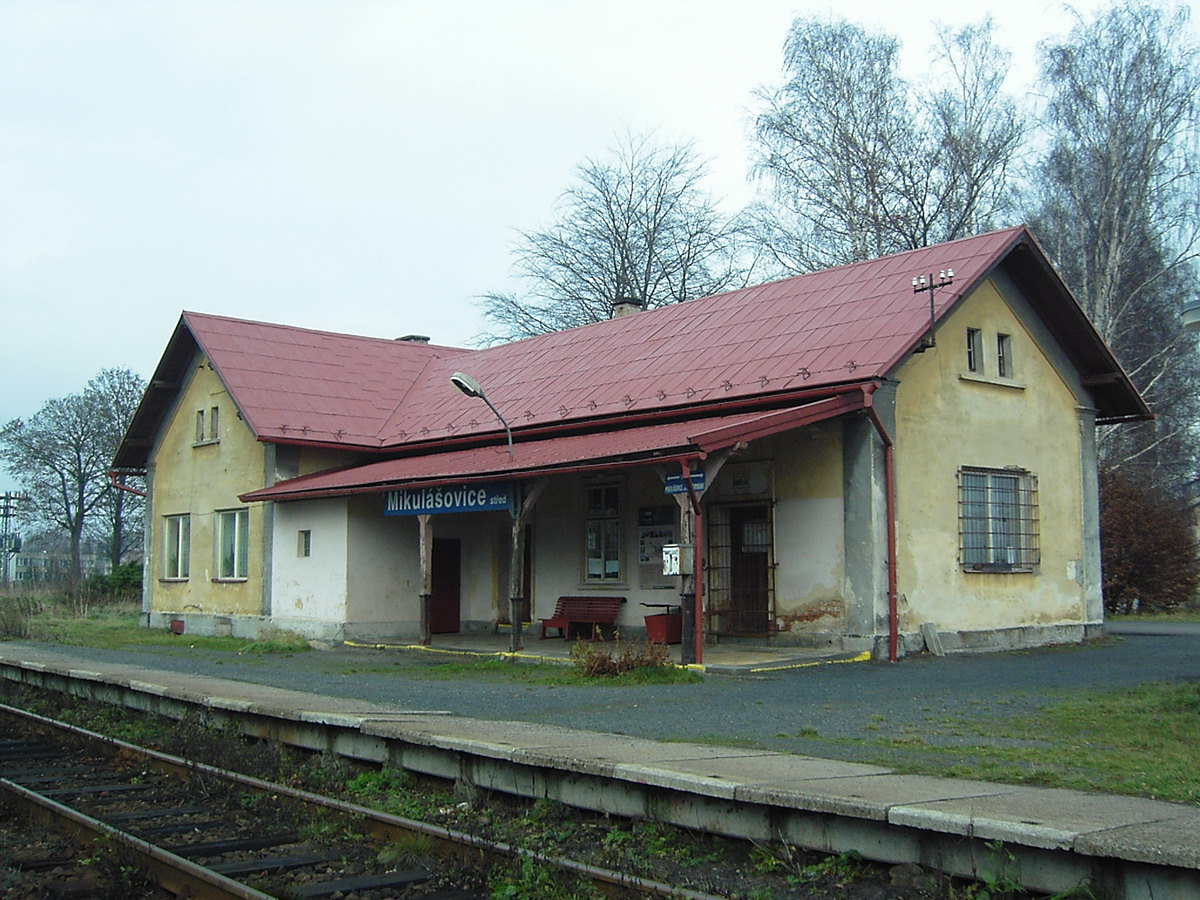
Mikulášovice střed
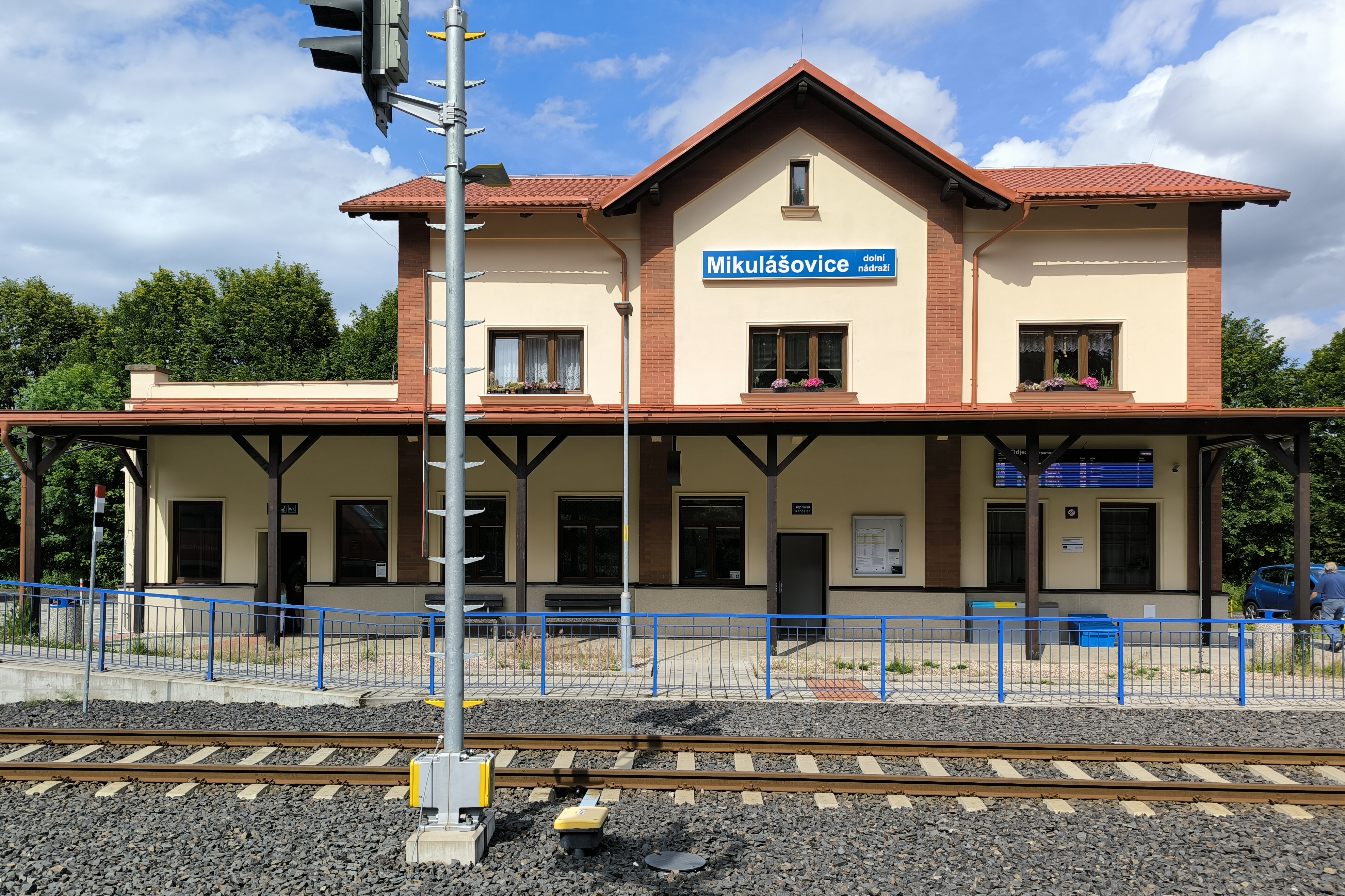
Mikulášovice dolní nádraží

## Navazující tratě

### Rumburk
- Železniční trať Děčín – Rumburk
- Železniční trať Rumburk–Sebnitz
- Železniční trať Rumburk–Ebersbach

### Panský
- Železniční trať Krásná Lípa – Panský

### Mikulášovice dolní nádraží
- Železniční trať Rumburk–Sebnitz